# Diàspora capverdiana
La 'diàspora capverdiana es refereix a l'emigració de capverdians tant històrica com actual emigració. Avui en dia, hi ha una població similar de capverdians vivint a l'exterior que la del propi Cap Verd. El país amb el major nombre de capverdians que viuen a l'estranger són els Estats Units. Les causes de l'emigració son diverses, entre elles les condicions climàtiques agreujades per la insularitat, la pressió demogràfica agreujada per les mancances estructurals, o la promoció social dificultada per la carència de recursos naturals.

## Persones destacades amb ascendència capverdiana
- Patrick Vieira - futbolista
- Michael Beach - actor
- Blu Cantrell - cantant
- Peter Gomes - predicador i teòleg

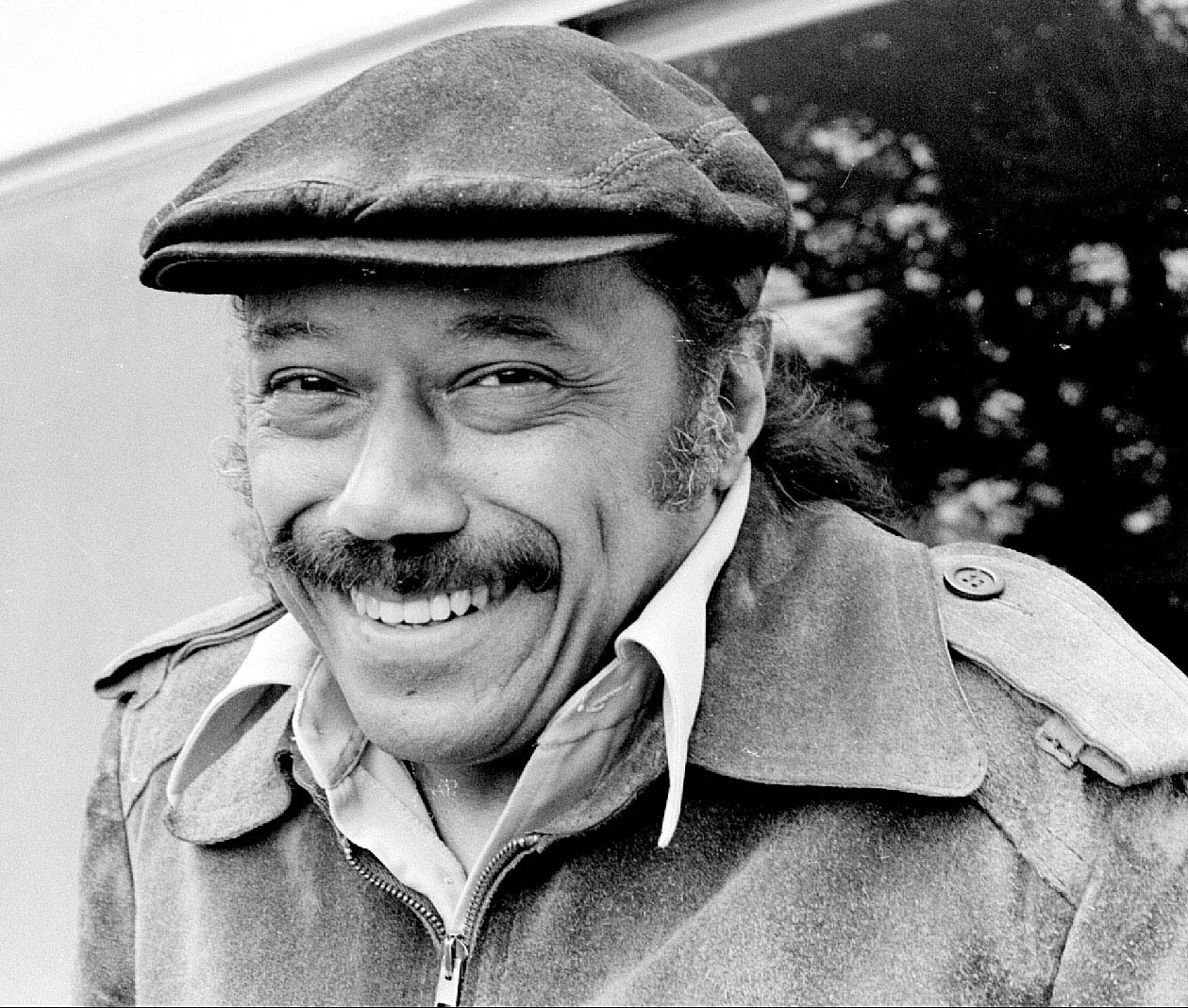
Horace Silver, llegendari pianista de jazz i compositor, és d'ascendència capverdiana

- Ryan Gomes - jugador de bàsquet dels Boston Celtics i Minnesota Timberwolves
- Tony Gonzalez - jugador dels Atlanta Falcons
- Henrik Larsson - antic jugador del Celtic F.C., FC Barcelona, Manchester United i Helsingborgs IF
- Davey Lopes - segon base i després entrenador a la Major League Baseball
- Lisa "Left Eye" Lopes - cantant i rapera del g rup TLC
- Luís Carlos Almeida da Cunha Nani - jugador del Fenerbahçe
- Paul Pena - cantant, compositor, guitarrista i protagonista del documental Genghis Blues
- Amber Rose - model i actriu
- Horace Silver - pianista i compositor de jazz
- Luis Medina Castro
- José Ramos Delgado - futbolista

## Comunitats capverdianes arreu del món
- Capverdians estatunidencs
- Francesos capverdians
- Capverdians de Guinea Bissau
- Capverdians dels Països Baixos
- Capverdians de São Tomé i Príncipe
- Capverdians senegalesos
- Capverdians argentins